# 유럽 고속도로 75호선
유럽 고속도로 75호선(영어: European route E75)는 국제 연합의 국제 E-로드 네트워크의 노선으로 남북 방면 주요 도로이다. 노르웨이의 바르되를 출발점으로 핀란드와 폴란드, 체코, 슬로바키아, 헝가리, 세르비아, 북마케도니아를 거쳐 그리스의 시티아를 종착점으로 한다.
[

## 같이 보기
- 국도 제4호선 (핀란드)